# Xenia Alexandrovna da Rússia
Xenia Alexandrovna Romanova; em russo: (Великая Княжна Ксения Александровна Романова, transl. Velikaya Knyaginya Xenia  Alexandrovna Romanova), (São Petersburgo, 6 de abril de 1875 - Londres, 20 de abril de 1960) foi a quarta criança e primeira filha do czar Alexandre III da Rússia e da sua esposa Maria Feodorovna. Era uma das irmãs mais novas do czar Nicolau II.
Em 1894, casou-se com o grão-duque Alexandre Mikailovich, neto do czar Nicolau I e juntos tiveram sete filhos.

## Nascimento e família

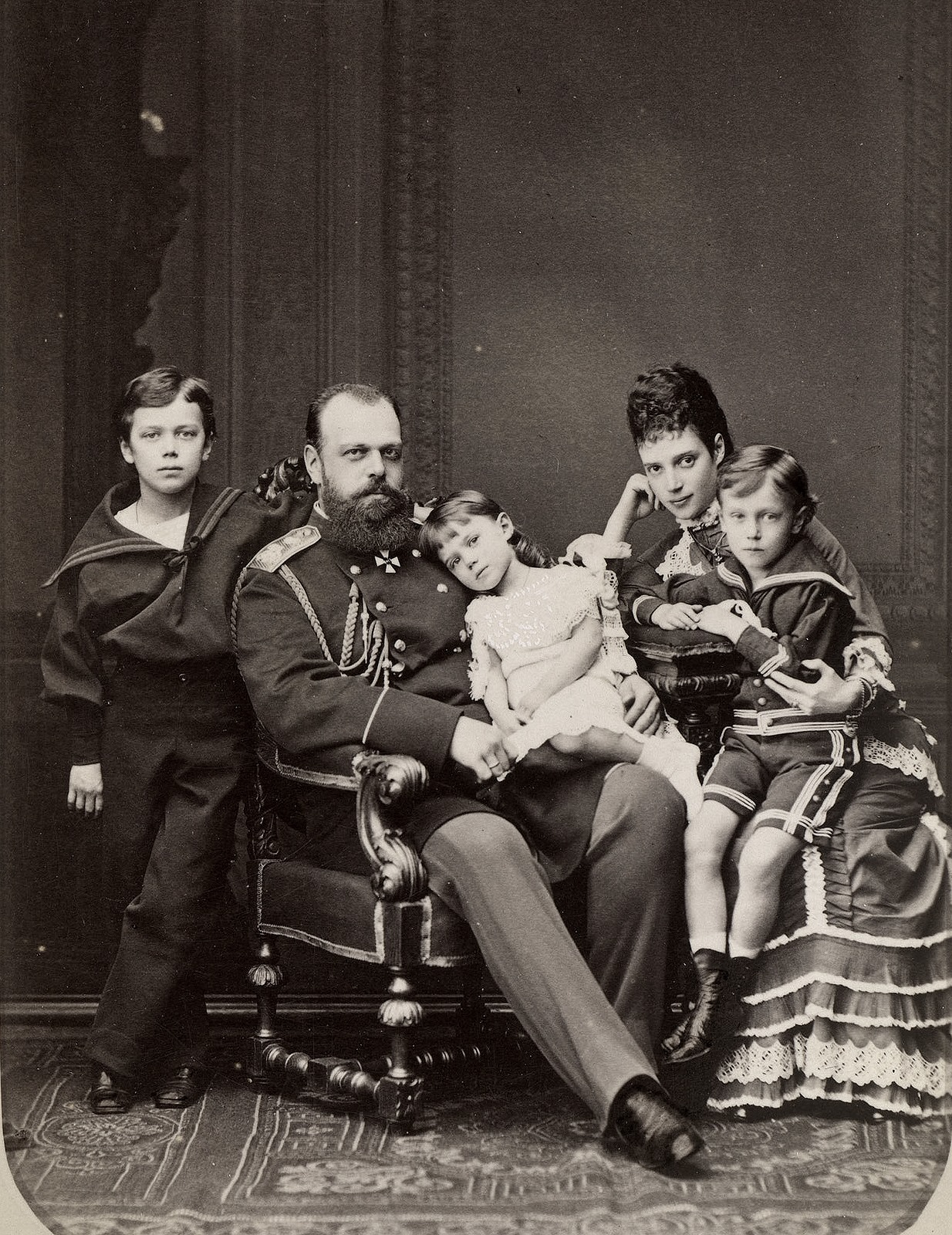
Xenia nos braços do pai Alexandre III com a família durante a infância

A grã-duquesa Xenia da Rússia nasceu às quatro da manhã do dia 6 de abril de 1875 no Palácio Anitchkov em São Petersburgo.
O seu avô paterno, o czar Alexandre II da Rússia ficou encantado com o nascimento da sua nova neta, tal como demonstram as palavras do seu manifesto anunciando o seu nascimento.
No 25º dia do presente mês de Março [a Rússia utilizava um calendário diferente] a nossa adorada nora, Sua Alteza Imperial, a Czarinavich, esposa de Sua Alteza Imperial, o Czarevitch, trouxe a este mundo uma filha que recebeu o nome de Xenia. Recebemos este novo membro da família com uma nova graça de intervenção divina.
A pequena Xenia foi baptizada no dia de aniversário do seu avô a 17 de abril de 1875 na capela do Palácio de Inverno. A pequena grã-duquesa usou um vestido de baptizado de algodão e renda feito pela sua mãe. Tinha um babete removível com o símbolo da família Romanov bordado e uma coroa imperial. Os padrinhos de Xenia foram a sua avó paterna, a czarina Maria Alexandrovna, o seu avô materno, o rei Cristiano IX da Dinamarca, o irmão do pai, grão-duque Vladimir Alexandrovich e a irmã mais nova da mãe, a princesa Tira da Dinamarca (mais tarde Duquesa de Cumberland).
A tia de Xenia, a Princesa de Gales (mais tarde rainha Alexandra do Reino Unido) escreveu à mãe da bebé, sua irmã:
Graças a Deus que está tudo acabado, que passaste por tudo bem e que tens uma menina!!! Sofreste muito? Minha pobrezinha Minny – ou tiveste de tomar um pouco de clorofórmio desta vez? Afinal prometeste-me que o farias… Xenia ou lá como se chama a criança, sim é um nome muito bonito, quem se lembrou dele?
A tia de Xenia, Alexandra manteria sempre um grande interesse na sua sobrinha, uma vez que esta nasceu no mesmo dia que o seu filho, o príncipe John, que morreu 24 horas depois. A prova está na grande quantidade de presentes que lhe enviava de Inglaterra. Alexandra chamava à sua sobrinha "Xenie".

## Infância

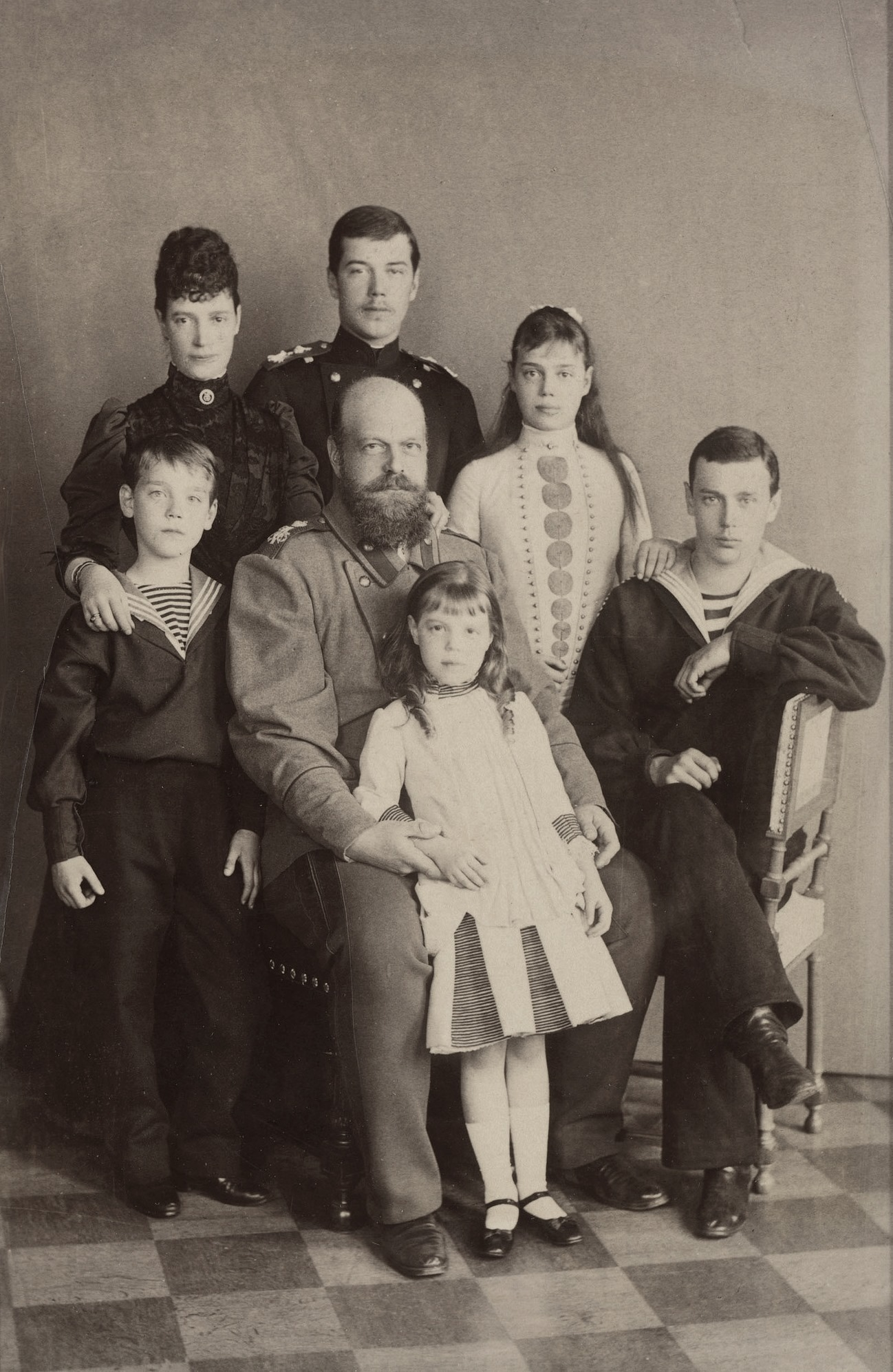
Xenia (segunda da esquerda entre os irmãos Jorge e Nicolau) com a família

Xenia tinha dois irmãos mais velhos, o futuro czar Nicolau II e o grão-duque Jorge Alexandrovich, bem como dois irmãos mais novos, o grão-duque Miguel Alexandrovich e a grã-duquesa Olga Alexandrovna. Xenia e os irmãos foram criados de forma simples e a sua residência oficial era o Palácio de Gatchina. Quando era mais nova, Xenia era uma “maria-rapaz” e muito tímida.
Em fevereiro de 1880, um grupo de niilistas conseguiu entrar no Palácio de Inverno e colocaram uma bomba na sala de jantar da família. A bomba explodiu e causou grandes danos, mas felizmente a família tinha atrasado o jantar e ninguém ficou ferido. O pai de Xenia enviou-a a ela e aos irmãos imediatamente para o Palácio de Yelagin onde estariam em segurança. A mãe de Xenia escreveu à sua mãe na Dinamarca:
As pobres crianças estão felizes por estar fora da cidade e a aproveitar este lugar.

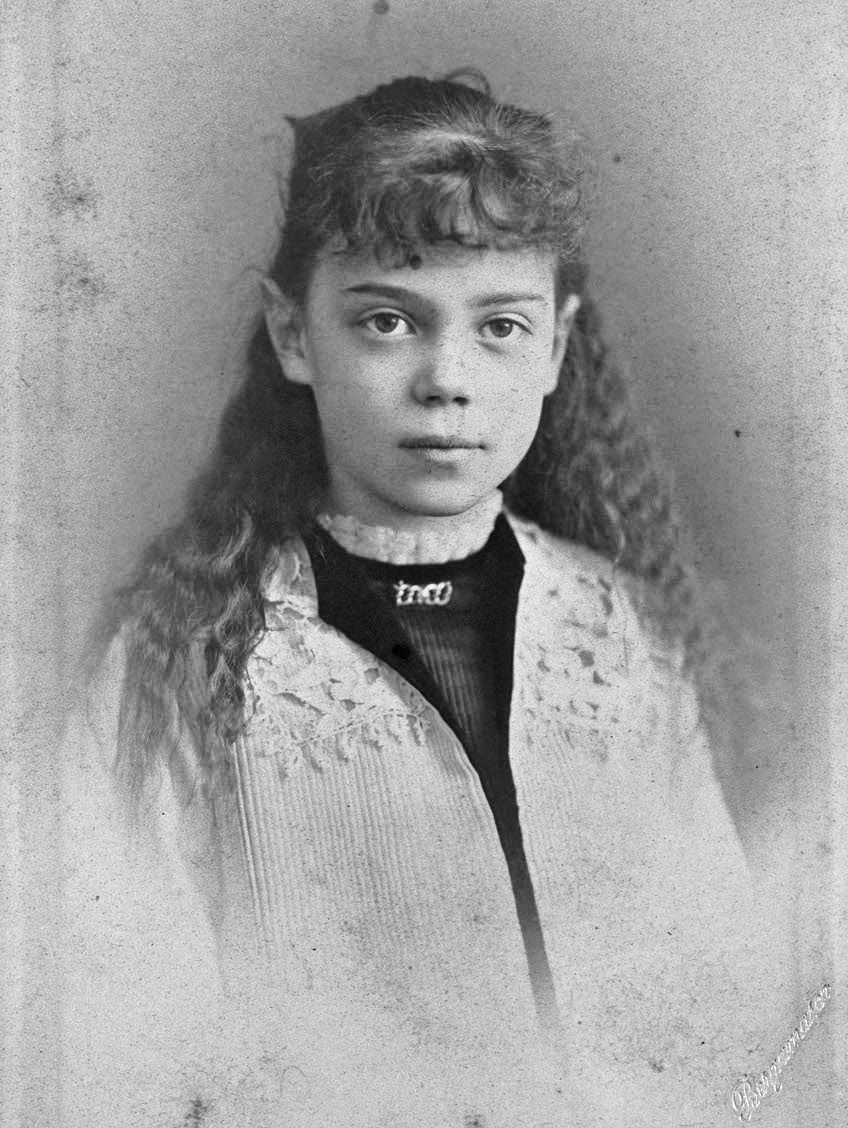
A grã-duquesa Xenia Alexandrovna

Tragicamente, no dia 13 de março de 1881, quando tinha 6 anos, Xenia testemunhou a morte do seu avô Alexandre II que foi assassinado por uma bomba que fez explodir a sua carruagem. O seu pai ascendeu ao trono e tornou-se o czar Alexandre III.
O novo czar não perdeu tempo e mudou toda a família do perigo de São Petersburgo para a segurança e conforto do Palácio de Gatchina. Gatchina era um vasto palácio com torres, muros altos e alta segurança que ficava a 48 quilómetros de São Petersburgo. Antes de se tornar na casa de Alexandre III e da sua família, pertenceu a Paulo I. Alexandre e a família escolheram viver numa das alas do palácio, no andar mezzanino. Infelizmente os seus quartos foram destruídos pela invasão nazi da Rússia durante a Segunda Guerra Mundial.
O quarto de Xenia era simples, tal como os dos seus irmãos e também ela dormia numa cama amovível. Mas ela tinha um pouco mais de conforto com um quarto de vestir e cadeiras confortáveis.
Xenia, como os seus irmãos, recebeu uma boa educação de tutores privados com especial atenção para a aprendizagem de línguas estrangeiras. Além do russo nativo, Xenia aprendeu inglês, francês e alemão. Surpreendentemente, Xenia nunca soube falar a língua nativa da mãe, dinamarquês. Os seus pais eram grandes defensores da utilização construtiva do tempo  livre. Xenia divertiu-se enquanto criança aprendendo culinária, trabalhos manuais e como fazer fantoches para os teatros das crianças, incluindo as roupas. Ela também gostava de jogar jogos com os irmãos e também de cavalgar e pescar no lago do palácio.
Xenia escreveu: A mamã e eu fomos ao Admirador [edifício da marinha em São Petersburgo] onde alimentamos patos e depois, levamos um marinheiro e ele pescou connosco. Começamos na Moya e acabamos na ponte grande perto de Menagerie onde fomos para terra e começamos a escolher o ângulo. Foi muito divertido!”
Xenia também gostava de desenhar, de ginástica e de tocar piano. A religião também era muito importante. Xenia teve a sua primeira comunhão em 1883. Sobre a ocasião, a sua mãe escreveu,
Ela esteve muito séria durante toda a sexta-feira e qualquer um percebia que ela estava a pensar muito sobre isso.
Mais tarde, nesse mesmo ano, Xenia esteve presente na coroação dos pais no Kremlin de Moscovo. A sua mãe perguntou às filhas sobre a experiência do seu primeiro evento social, ela não sabia muito bem – ela não falou e olhou para tudo e curvou-se perante todas as pessoas, como costuma fazer.
Mais tarde nesse ano acompanhou os pais a Copenhaga para a consagração da nova Igreja Ortodoxa em Bredgado.
Xenia, como o resto da família, gostava particularmente das férias de verão “fora da prisão” da Rússia para o país natal da mãe, a Dinamarca. As reuniões de família em casa dos seus avós maternos (o Palácio de Fredensborg) eram ocasiões divertidas e barulhentas e era frequente ela juntar-se aos seus primos mais novos para andar de patins. Foi em ocasiões deste tipo que ela conheceu a sua amiga de uma vida inteira, a princesa Maria da Grécia e Dinamarca, filha do rei Jorge I da Grécia que mais tarde se casaria com o grão-duque Jorge Mikhailovich da Rússia.
O pai de Xenia gostava tanto de Fredensborg que comprou uma casa modesta mesmo à saída dos portões do palácio em 1885. Quanto a Xenia, era muito conhecida na Dinamarca ao ponto de o compositor Valdemar Vater lhe ter prestado um tributo escrevendo o Polka Mazuraka de Xenia. Além das visitas à Dinamarca, a família de Xenia adorava refugiar-se no seu iate para a costa finlandesa. Em 1889, o governo finlandês ofereceu uma casa de verão ao czar em Langinkoski. Aí eles costumavam pescar salmão no rio Kymi enquanto a mãe cozinhava sopa de salmão na cozinha.

## Adolescência e ameaças terroristas

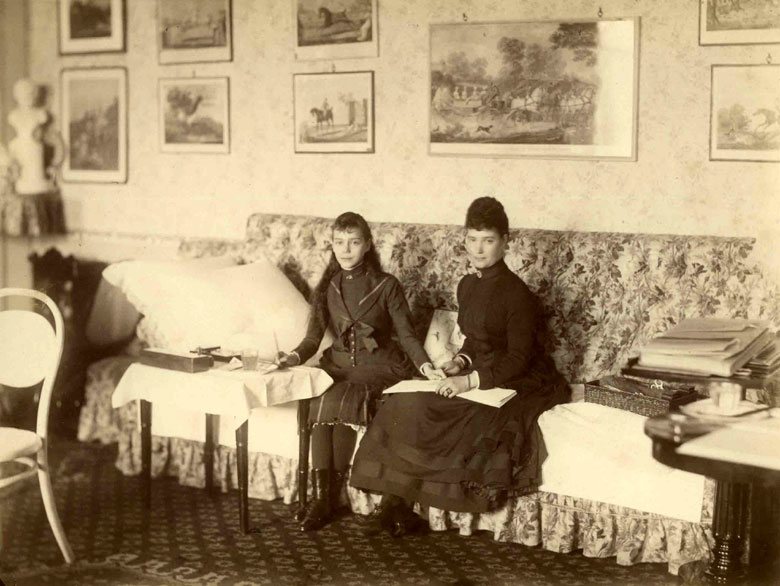
Xenia com a mãe Maria Feodorvna no Palácio de Anichkov

Em 1884, Luís IV, Grão-Duque de Hesse fez uma visita ao Palácio de Peterhof juntamente com a sua família para o casamento da sua segunda filha, Ella, com o tio de Xenia, o grão-duque Sérgio Alexandrovich. Foi a primeira vez que Xenia viu a sua futura cunhada Alexandra Feodorovna que na altura tinha 12 anos e ainda se chamava Alice. As duas deram-se muito bem e brincaram juntas durante muito tempo. A sua nova tia Ella também criou um laço muito especial com Xenia e com o seu irmão Nicolau.
Em 1888, Xenia e Alexandra começaram a escrever uma à outra. Xenia era a “galinha” e Alexandra a “galinha velha”.

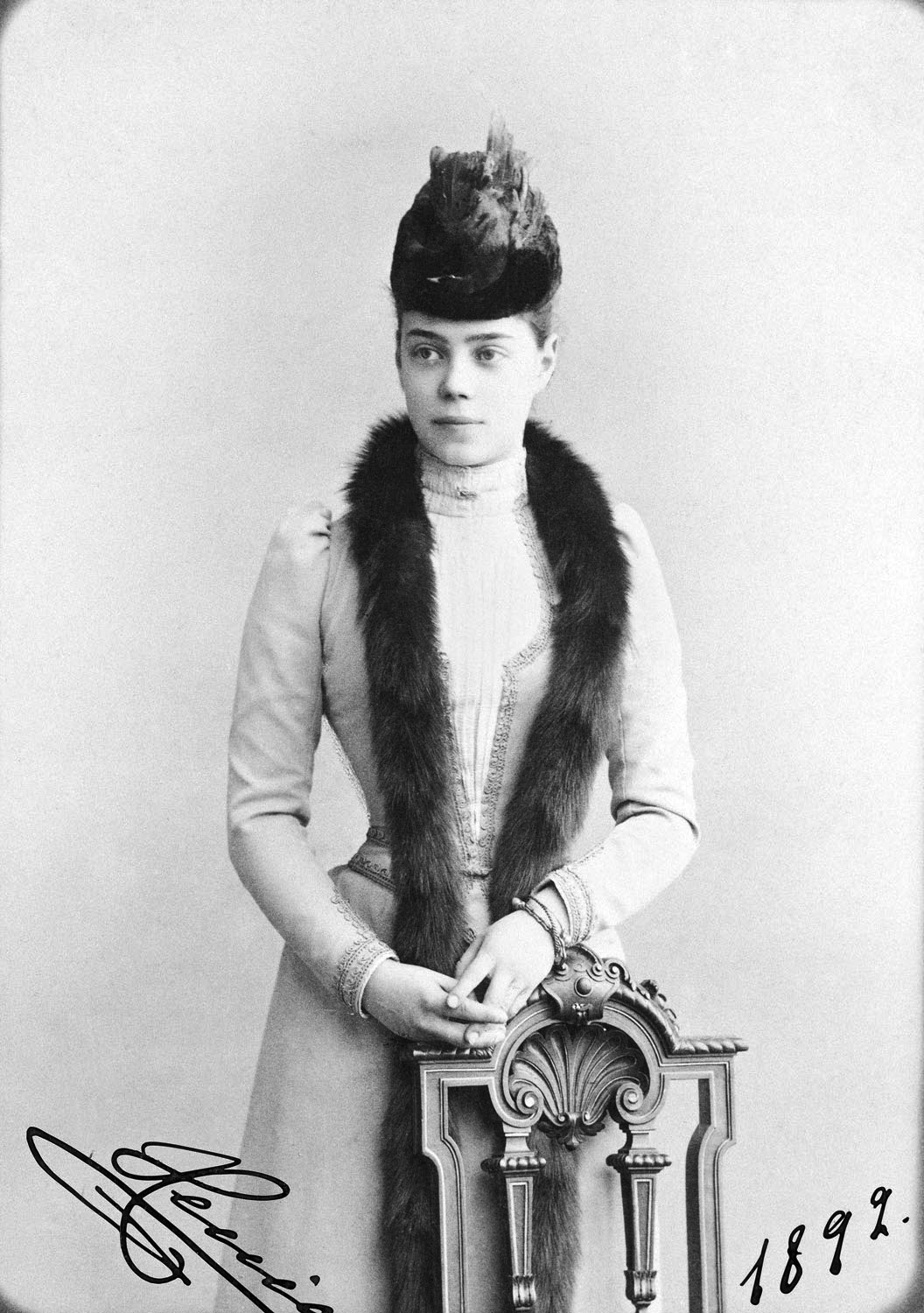
Xenia

Xenia e a sua família viviam em constante medo de morte às mãos dos terroristas. Em 1887, quando a família estava prestes a entrar num comboio para fazer a viagem de regresso a Gatchina de São Petersburgo, o seu pai foi informado de que vários estudantes tinham sido detidos por transportarem livros que continham bombas e que tinham como objectivo ser atiradas à família imperial. Um dos cinco terroristas enforcados em resultado desta tentativa de assassinato foi Alexandre Ulyanov, irmão mais velho de Vladimir Lenine.
Em outubro de 1888, a família estava a viajar do Cáucaso quando, subitamente, o comboio onde seguiam descarrilou. Xenia foi a primeira a sair dos destroços. O seu pai tinha conseguido manter o tecto da carruagem suficientemente alto para que todos conseguissem rastejar para fora. Apesar de a culpa do acidente se prender com problemas técnicos, nunca foi excluída a hipótese de que uma bomba tinha sido escondida no comboio.

## Noivado e casamento

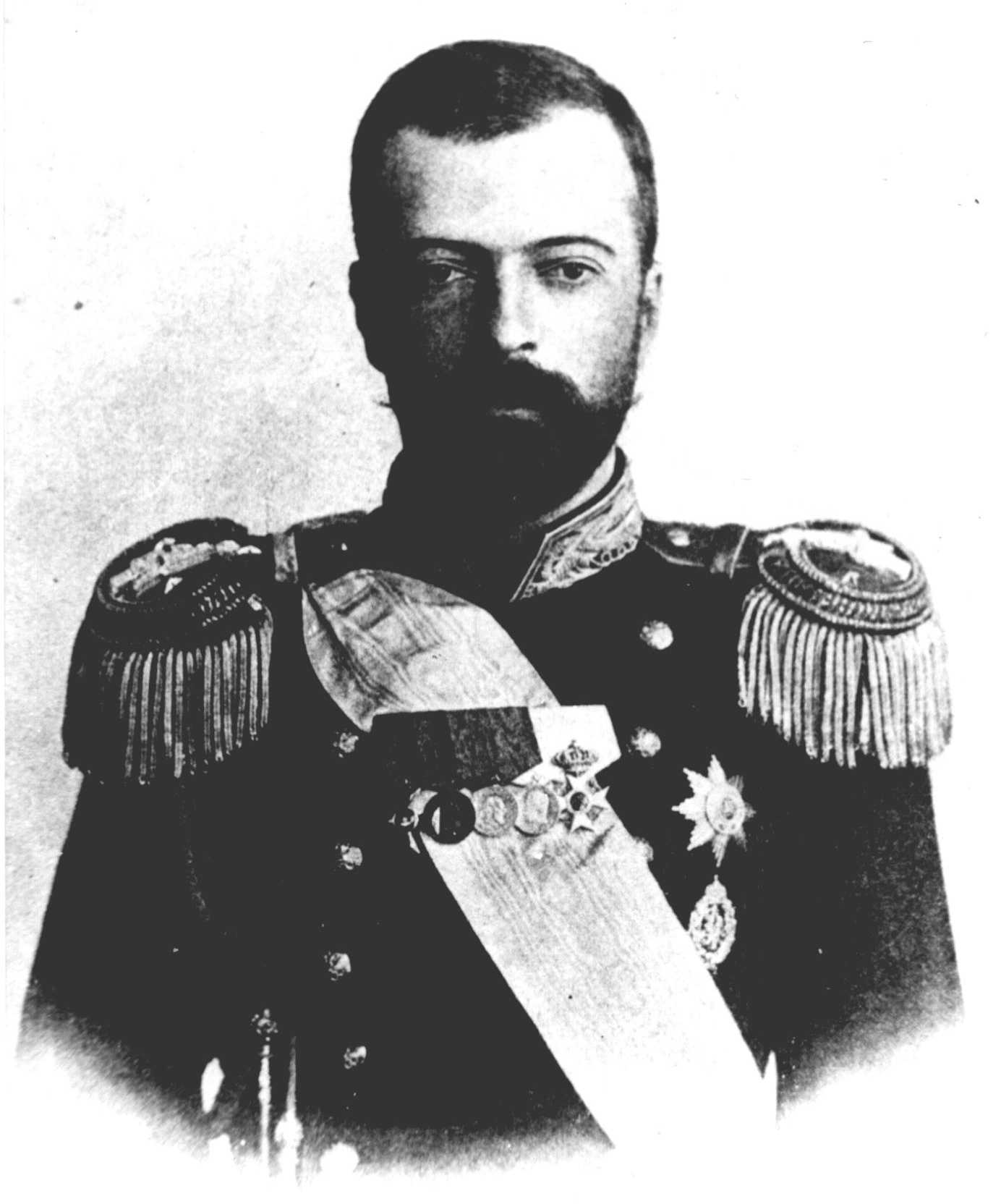
Grão-duque Alexandre, esposo de Xenia

Xenia e o seu primo, o grão-duque Alexandre Mikhailovich (conhecido por "Sandro" entre a família e amigos), brincavam juntos desde a infância e a sua relação começou como sendo simplesmente amigos. Quando chegou à adolescência, Xenia apaixonou-se pelo seu primo 9 anos mais velho que era um grande amigo do seu irmão Nicolau. Em 1886, quando Alexandre de 20 anos estava a servir na marinha, Xenia de 11 anos enviou-lhe um postal quando o seu navio se encontrava no Brasil:
Felicidades e volta depressa! A tua marinheira, Xenia.
Em 1889, Alexandre escreveu sobre Xenia: Ela tem 14 anos. Acho que gosta de mim.
Xenia e Alexandre queriam casar-se desde o momento em que ela completou 15 anos. Foi uma atracção na qual os seus pais não estavam inclinados para confiar, uma vez que Xenia era muito nova e eles não tinham a certeza sobre a personalidade de Alexandre. Finalmente, em janeiro de 1894, os pais de Xenia aceitaram o noivado depois do pai dele, o grão-duque Miguel Nikolaievich, tio do pai de Xenia, intervir, apesar da czarina Maria Feodorovna se queixar da arrogância e falta de educação de Alexandre.
O casal casou-se no dia 6 de agosto de 1894 no Palácio de Peterhof e a sua prima Maude, futura rainha da Noruega, comentou sobre a ocasião:
A pequena Xenia estava muito querida como noiva, foi um dia esgotante para ela. Teve de pôr a coroa e a tiara antes de todas nós (…) O calor na igreja era insuportável uma vez que havia velas e candelabros e demasiada gente para um espaço tão pequeno. Podes imaginar como foi desconfortável – a cerimónia durou quase duas horas.
A irmã mais nova de Xenia, Olga, escreveu sobre a alegria do seu casamento: O imperador estava tão feliz. Foi a última vez que o vi assim.
Eles passaram a noite de núpcias no Palácio de Ropsha e a lua-de-mel em Ai-Todor na propriedade de Alexandre na Crimeia. Durante a lua-de-mel, o pai de Xenia começou a adoecer e morreu no dia 1 de novembro de 1894. Xenia escreveu sobre a triste perda do seu pai:
Ainda não acredito. Parece impossível que o nosso adorado anjo tenha partido e deixado a sua pobre e miserável família de coração partido e a chorar por ele. Mas ele está feliz agora. Deus não queria que ele sofresse mais.
Com a morte do seu pai, o seu irmão mais velho, Nicolau, herdou a coroa e tornou-se o czar Nicolau II.

### Filhos
Xenia e Alexandre tiveram sete filhos juntos:

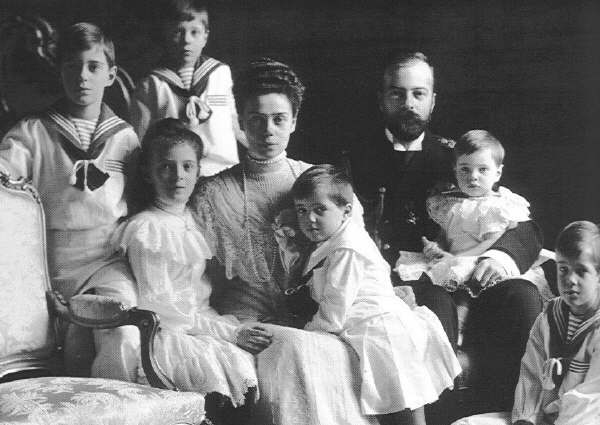
Xenia com o marido Alexandre e seis dos seus sete filhos

- Irina Alexandrovna da Rússia (1895 – 1970)
- André Alexandrovich (1897-1981)
- Feodor Alexandrovich da Rússia (1898-1968)
- Nikita Alexandrovich (1900-1974)
- Dmitri Alexandrovich (1901-1980)
- Rostislav Alexandrovich (1902-1978)
- Vassili Alexandrovitch (1907-1989)

Um dos descendentes de Xenia poderia ser actualmente o líder da família Romanov, mas todos os seus filhos tiveram casamentos inválidos, por isso, se a monarquia voltasse à Rússia, nenhum deles poderia subir ao trono.
Em 1913, a filha de Xenia, Irina, expressou a sua vontade de se casar com o príncipe Félix Yussupov, herdeiro da maior fortuna privada da Rússia. Félix tinha decidido que Irina seria uma esposa perfeita, mas Xenia não ficou feliz com a perspectiva de aceitar o casamento da sua única filha com ele devido à sua reputação duvidável. Chegaram a aparecer rumores de que ele teve um caso com o grão-duque Demétrio Pavlovich. Maria Feodorovna tinha ouvido estes rumores e pediu uma reunião com ele. Ela terá dito: Não te preocupes, eu farei tudo o que estiver ao meu alcance pela tua felicidade.
A única filha de Xenia casou-se no dia 9 de fevereiro de 1914 na presença do czar que a levou até ao altar.

## Problemas no casamento

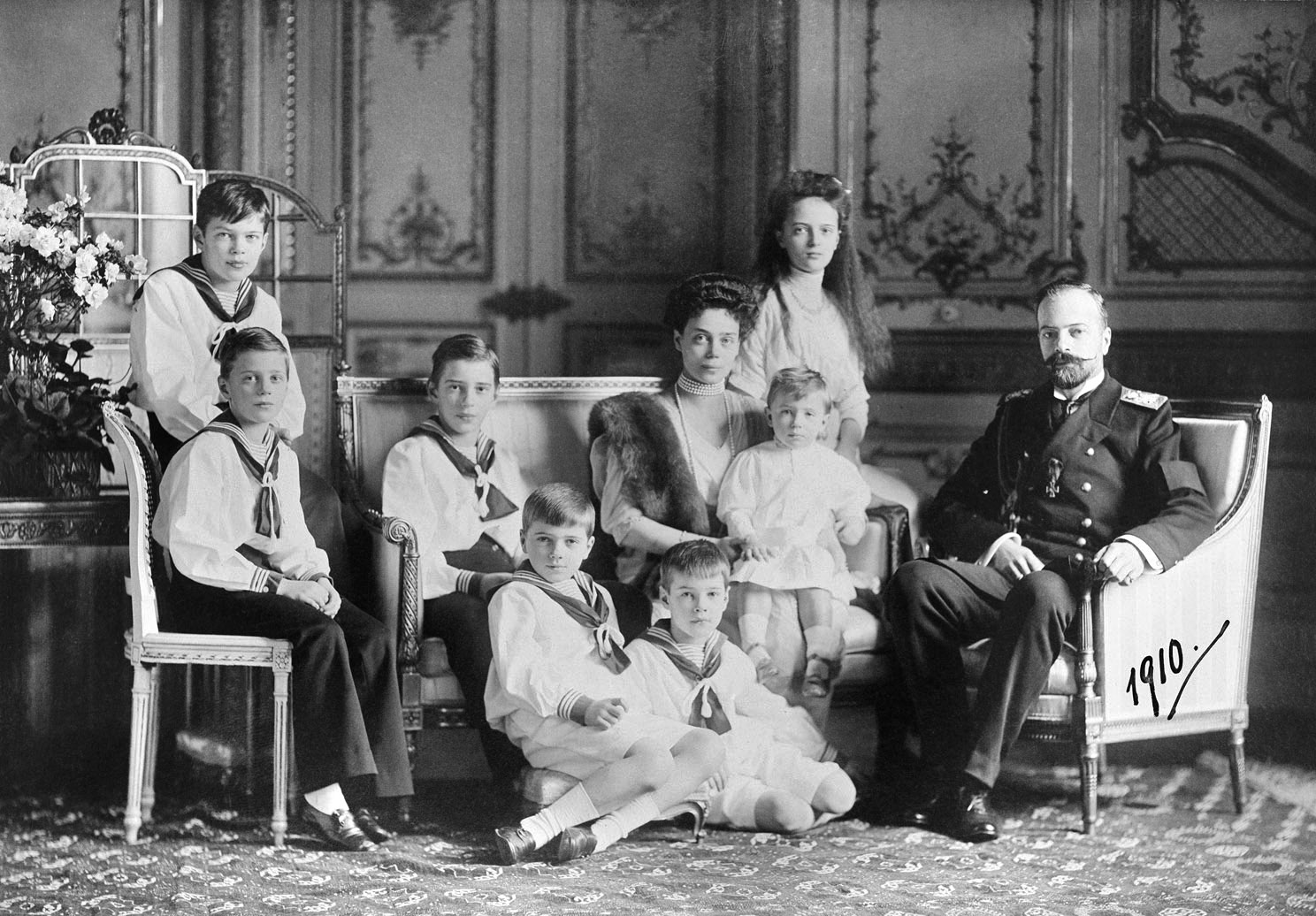
A família de Xenia

A atracção romântica entre Xenia e o seu marido não durou muito. Durante a última gravidez de Xenia em 1907, Alexandre teve um caso com uma mulher identificada como “Maria Ivanovna” enquanto estava no Sul de França. Um ano depois também Xenia começou um caso com um homem inglês a quem chamava “Fane” e apenas se referia a ele como “F” nos seus diários. Eles trocaram correspondência até ao início da Primeira Guerra Mundial.
Depois de Alexandre e Xenia admitirem os casos um ao outro o seu casamento entrou em crise. Apesar de ainda se sentirem apaixonados um pelo outro, começaram a dormir em quartos separados e a levar vidas diferentes. A sua cunhada, a czarina Alexandra Feodorovna comentou sobre o casamento:
Coitada da Xenia, com todos aqueles filhos e a com a filha casada com aquela família imoral – e com um marido tão falso.
Antes da revolução, Alexandre tinha-se desencantado com o rumo que a Rússia estava a tomar e com a vida na Corte. Tanto ele como Xenia passavam a maior parte do tempo fora do país, mas ambos regressaram antes do início da Primeira Guerra Mundial. Depois da revolução, ambos se separaram e conseguiram escapar da Rússia.

## Relação com o irmão Nicolau e a esposa Alexandra

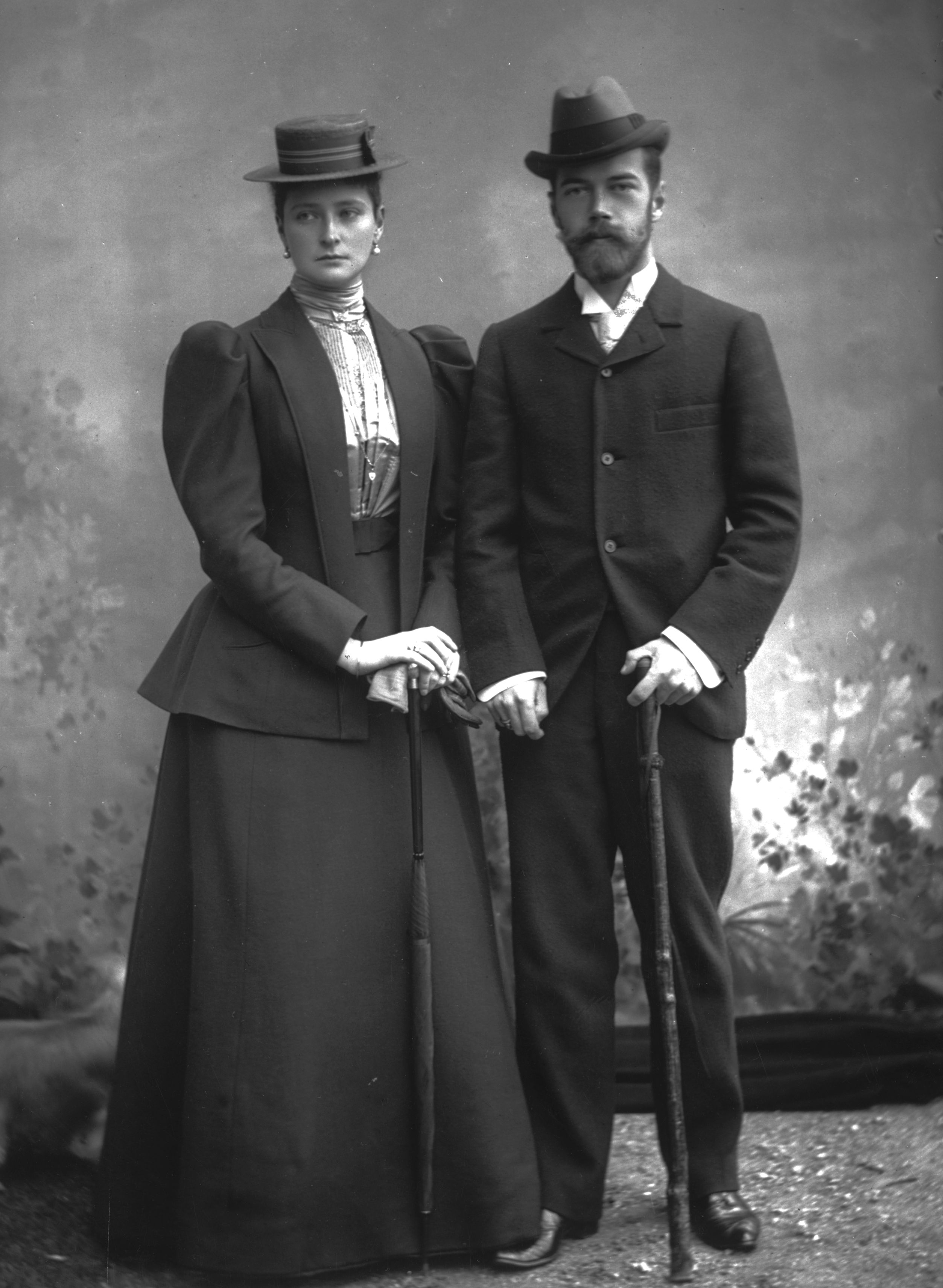
Nicolau II com a esposa Alexandra Feodorovna, o irmão e a cunhada de Xenia

Xenia tinha uma relação próxima com o seu irmão e a esposa antes de eles se casarem. Quando Nicolau e Alexandre se mudaram para o Palácio de Inverno depois do casamento, Xenia e Alexandre  passavam longas noites juntos com eles na sala de entretenimento. Alexandra estava isolada do resto da família Romanov e, além das suas duas cunhadas, Xenia e Olga, apenas a rainha Olga da Grécia a tentava compreender.
Eventualmente um grande ressentimento começou a crescer entre Xenia e Alexandra devido ao facto de Xenia, para além da primeira filha, Irina Alexandrovna, ter dado à luz apenas rapazes saudáveis. Em contraste, Alexandra tinha quatro filhas seguidas e nenhum herdeiro masculino.
Em 1902, toda a família imperial russa esperava desesperadamente o nascimento de um herdeiro. Xenia escreveu que, nesse ano, Alexandra teve um pequeno aborto – se lhe podemos chamar um aborto de todo! Apenas saiu um pequeno óvulo! Alexandra acreditava que estava grávida devido à influência maligna de um charlatão francês chamado Philippe Nizier-Vachot. Vachot tinha convencido a impressionável e desesperada czarina de que ela estava grávida de um rapaz. Xenia estava preocupada e contou à dama-de-companhia da mãe, Ainda não consegui chegar perto de encontrar a origem do misterioso, senão falso, Phillipe.
Finalmente, em agosto de 1904, Alexandra deu à luz um rapaz, Alexei Nikolaevich. A alegria depressa se transformou em desespero quando em setembro o pequeno czarevich começou a sangrar do umbigo. Alguns meses mais tarde foi confirmado que o bebé sofria de hemofilia. O filho doente de Alexandra e os rapazes saudáveis de Xenia eram, na cabeça da czarina, um antagonismo constante. Xenia nunca soubre a verdade sobre os pensamentos de Alexandra durante muitos anos. Infelizmente o nascimento de Alexis resultou no controlo completo da czarina sobre o seu marido. A chegada de Rasputine também causou tensões. Tal como o resto da família, Xenia era muito céptica em relação aos supostos poderes do sinistro Gregório.
Em 1911, para a desilusão de Xenia, Alexandra estava a pedir a Rasputine para avaliar os potenciais ministros. Num jantar com a sua mãe, o monge siberiano foi o único tema da conversa. Maria Feodorovna foi falar com o seu filho sobre ele e Isabel Feodorovna tinha também mostrado preocupação em relação à sua influência com a irmã. Ela escreveu em desespero a Xenia:
Qualquer um sente uma atmosfera demoníaca de má disposição e nojo e intriga como se uma onda negra estivesse a afectar todos que acreditam neste profeta falso. Que Deus nos ajude e ouça as nossas orações.
Foi apenas em 1912 que Xenia descobriu através da sua irmã Olga que Alexis tinha hemofilia. A relação de Xenia e Alexandra sofreu um novo e duro golpe, mas ela continuou muito ligada ao seu irmão. Nicolau visitava-a frequentemente quando estava na Crimeia e ela dava longos passeios com as suas sobrinhas Olga Nikolaevna e Tatiana Nikolaevna. A sua cunhada raramente a visitava.

## Relação com os irmãos Jorge e Miguel
Além de Nicolau, Xenia era dedicada aos seus outros irmãos, o grão-duque Jorge Alexandrovich e o grão-duque Miguel Alexandrovich. Ambos estavam destinados a morrer tragicamente antes dela. Jorge morreu de tuberculose em 1899 e Miguel foi brutalmente assassinado em Perm em 1918. A morte de Jorge, embora esperada, foi traumática, uma vez que agora o seu irmão Miguel estava mais perto do trono. Sem nenhum homem de Nicolau e Alexandra, se ambos os seus irmãos morressem, o trono seria entregue ao grão-duque Vladimir Alexandrovich, patriarca do ramo Vladimirovich da família e odiado pela família imperial.
Xenia tinha esperança de que Miguel se casasse e partilhasse a sua tristeza quando surgiu a hipótese de uma união entre ele e a princesa Beatriz de Saxe-Coburgo-Gota, mas esta foi negada pela igreja. O nascimento de um rapaz de Nicolau e Alexandra trouxe alivio a ambos os irmãos. Por não poder casar com a princesa que queria e já não sendo czarevich, Miguel queria ter uma relação feliz. Isto levou a que se separasse da sua família quando se casou com Natasha Sergeyevna sem a permissão do czar. O casal foi exilado como castigo. Xenia não discriminou o irmão pela sua escolha, uma vez que ela própria estava a passar por dificuldades no seu casamento e compreendia a sua atitude. Ela recebeu Miguel e a sua esposa em Cannes em 1913 e tentou convencer Nicolau a perdoá-lo. Mais tarde o czar permitiu a entrada de Miguel na Rússia, mas sem a sua esposa. Xenia também conseguiu acalmar a sua mãe e, finalmente em julho desse mesmo ano, Maria Feodorovna aceitou encontrar-se com Miguel e até recebeu a sua esposa Natasha.

## Ponto de vista sobre o reinado do irmão

### Guerra Russo-Japonesa
Como outros membros da família, Xenia estava grata por o seu pai ter mantido a Rússia fora de guerras. No dia 25 de janeiro de 1904, Xenia escreveu no seu diário, Foi declarada guerra! Que Deus nos ajude! A Rússia estava então em guerra com o Japão. No mês anterior, Xenia tinha mencionado ao ministro da guerra que não haveria guerra pois o seu irmão não queria guerra. Ela disse que não havia razão para lutar contra o Japão e a Rússia não precisava da Coreia. O ministro da guerra confessou tristemente que a Rússia não seria capaz de controlar a situação.
Em fevereiro de 1905, o tio de Xenia, o grão-duque Sérgio Alexandrovich foi morto por uma bomba em Moscovo. Xenia quis ir para o lado de Isabel, mas disseram-lhe que a situação era demasiado perigosa. Pouco depois soube-se da derrota da Rússia na Coreia. Que terrível! Que pesadelo! Porquê, porque estamos a ser castigados por Deus?! Estou a caminhar como se estivesse a sonhar, incapaz de compreender o que se passa, escreveu ela. Xenia tinha-se mostrado contra a guerra e acrescentou a sua opinião, Um fim ainda mais estúpido! Na altura ela encontrava-se na Crimeia com o seu marido e filhos e ficou aterrorizada. Em outubro, o seu irmão foi obrigado a concordar com a formação de uma Duma. Alguns membros da família viram isto como o fim da autocracia na Rússia. O seu marido demitiu-se da sua posição no ministério da marinha mercante e a família passou o Natal em Ai-Todor na Crimeia por ser perigoso viajar para Norte.

### Primeira Guerra Mundial
O rebentar da Primeira Guerra Mundial apanhou Xenia e a sua mãe desprevenidas. A primeira estava na França e a segunda em Londres. As duas combinaram encontrar-se em Calais onde o comboio privado de Maria Feodorovna estava à espera para as levar para a Rússia. Elas estavam confiantes de que o Kaiser as deixaria passar, mas quando chegaram a Berlim descobriram que a linha férrea para a Rússia tinha sido fechada. Quando ouviram que o Youssupov também estavam em Berlim, Maria Feodorovna pediu-lhes para se juntarem a elas no comboio. Depois de uma situação complicada em Berlim, foi dada finalmente autorização para o comboio seguir para a Dinamarca. Xenia e a mãe chegaram a casa pela Finlândia. Quando chegaram a casa, Xenia, Sandro e Maria Feodorovna viveram juntos no Palácio de Yelagin. Miguel obteve também autorização para regressar e juntou-se à família no dia 1 de agosto.
Xenia e a mãe sabiam que a Rússia não estava em condições para lutar numa guerra moderna, por isso Xenia lançou-se ao trabalho. Ela providenciou o seu próprio comboio para hospitais e abriu um grande hospital para feridos. Também abriu o Instituto Xenia que oferecia próteses artificiais para os incapacitados pela guerra.
Em 1915, Xenia e Maria Feodorovna ficaram horrorizadas ao saber que Nicolau pretendia tomar o comando das forças armadas. Ela acompanhou a sua mãe a Czarskoe Selo para o tentar fazer mudar de ideias. Tal como Maria Feodorovna escreveu no seu diário, “fui tentar a minha sorte.” Para aumentar as suas frustrações, a conversa não teve qualquer efeito. Xenia regressou de coração partido para o Palácio de Yelagin.
Em fevereiro de 1916, Xenia viajou para Kiev depois de uma doença para ver a sua mãe e irmã. Olga Alexandrovna tinha finalmente recebido permissão do czar para dissolver o seu primeiro casamento e casou-se em novembro de 1916 com Nikolai Kulikovsky na presença da sua mãe. Xenia não esteve presente, mas ouviu tudo sobre o casamento pela sua mãe. Em outubro de 1916] cada vez mais deprimida pelo dilema da Rússia, Xenia escreveu à sua mãe:
O que teria acontecido se o querido Papa ainda estivesse vivo? Será que haveria guerra – desordem, fermento intelectual, desacordos – numa palavra, tudo o que está a acontecer ou não – acho que não – pelo menos grande parte do que está acontecer, não aconteceria e podemos dizê-lo com certeza. Xenia, a sua mãe e a sua irmã Olga pediram ao grão-duque Nicolau Mikailovich da Rússia (irmão mais velho do marido de Xenia) para escrever ao czar para o avisar sobre a influência de Alexandra nos assuntos do governo.
Nicolau nem sequer abriu o envelope, mas Alexandra leu a carta e acusou o grão-duque de rastejar atrás das cunhadas.
Compreendendo o perigo que corria, Xenia e a sua família mudaram-se para Ai-Tudor na Crimeia. Aí recebiam poucas notícias. Xenia ouviu falar do assassinato de Rasputine e ficou inconfortável com o episódio. Ela escreveu à sua mãe que estava em Kiev:
Dormi pouco. Há um rumor sobre o assassinato de Rasputine! O genro de Xenia tinha sido um dos assassinos. Nos inícios de 1917, Xenia esperava que a sua mãe conseguisse fazer com que o seu irmão se consciencializasse sobre o colapso cada vez mais próximo da Rússia. Ela escreveu em desespero: Se pudesses falar serias ouvida. Se as coisas não mudarem, será o fim de tudo. As pessoas parecem pôr as suas últimas esperanças em ti e se isso falhar, só pode acabar mal.
A sua mãe achava que não podia fazer nada e não tinha intenções de regressar de Kiev a São Petersburgo. No dia 19 de fevereiro de 1917, Xenia regressou a São Petersburgo e ao seu palácio.

## Revolução e fuga da Rússia
No dia 25 de fevereiro, escreveu no seu diário:
Há distúrbios na cidade, até dispararam contra a multidão, dizem eles, mas tudo está calmo em Nevsky. Eles estão a pedir pão e as fábricas estão de greve.
No dia 1 de março de 1917 ela escreveu:
Não há fim para o pesadelo e há tantos rumores por aí. Diz-se que o comboio do Nicky foi parado e que ele foi forçado a abdicar!” Mais tarde ela escreveu, “Infelizmente o Nicky não compreendeu o perigo. Se o Nicolau tivesse reagido mais cedo e garantido as condições impostas pela Duma podia ter salvado o trono. Estas horas fizeram toda a diferença!
Maria Feodorovna escreveu-lhe sobre a reunião com Nicolau em Mogiliev: Ainda não consigo acreditar que este horrível pesadelo é real!
Mais tarde ela também escreveu, Não sei nada do pobre Nicky, por isso estou a sofrer horrivelmente. Xenia tentou ver o seu irmão, mas o governo provisório não lhe deu permissão. Não vendo futuro onde estava, Xenia voltou para Ali-Todor no dia 25 de março, dia do seu 42º aniversário.
Xenia chegou a Ai-Todor onde se juntou com a sua mãe, irmã e marido no dia 28 de março de 1917. No final de novembro, Xenia escreveu ao seu irmão Nicolau que estava em exílio em Tobolsk:
O meu coração sangra sempre que penso no que passaste, no que viveste e no que ainda estás a viver! A cada passo houve horrores e humilhações injustas. Mas não temas, o Senhor vê tudo. Desde que estejas saudável e bem. Às vezes parece tudo um pesadelo terrível e que vou acordar e tudo vai estar bem! Pobre Rússia! O que lhe vai acontecer?
Quando o exercito vermelho se estava a aproximar cada vez mais da Crimeia em 1918, Xenia e a sua mãe conseguiram escapar da Rússia no dia 11 de abril de 1919 com a ajuda da rainha Alexandra do Reino Unido, irmã de Maria Feodorovna. O rei Jorge V enviou um navio de guerra britânico que as levou a elas e a outros Romanov da Crimeia pelo mar Negro para Malta e depois para a Inglaterra. Foi durante esta viagem que Xenia soube da morte do irmão Nicolau e da família e do desaparecimento do seu irmão mais novo, Miguel.
Mais tarde a sua irmã Olga Alexandrovna, que tinha decidido não sair imediatamente da Rússia, juntou-se à família. Xenia permaneceu no Reino Unido, enquanto que a sua mãe e irmã preferiram partir para a Dinamarca.

## Vida e morte em Inglaterra
No dia 17 de maio de 1920, Xenia recebeu os direitos das as propriedades de Nicolau na Inglaterra por ser a irmã mais velha do falecido czar. O seu valor era de 500 libras. O seu marido Sandro estava a viver em Paris. Em 1925, a situação financeira de Xenia tinha-se tornado desesperadora. Seu primo direto, o rei Jorge V, permitiu que ela vivesse em Frogmore Cottage, uma boa casa no Windsor Great Park. Ela escreveu ao primo em agradecimento:
| “ | A sério Georgie, é muito bom e gentil da tua parte. Eu aceitaria tudo excepto ser mantida por outros. Não tenho palavras para te dizer como me sinto. | ” |

Mais tarde, teve de lidar com as afirmações fraudulentas de Anna Anderson que dizia ser sua sobrinha Anastásia. Sua irmã Olga ressaltou que se aparecessem mais gastos excessivos por parte da família, sua mãe deixaria de receber a pensão do rei britânico. Em julho de 1928, dez anos depois do suposto assassinato de Nicolau, Alexandra e filhos, todos assumiam que eles estavam mortos e, por isso, a família lutava pelas suas possessões, principalmente a propriedade finlandesa, mas não conseguiram.
Xenia visitava a sua mãe na Dinamarca sempre que podia. Ela estava a viver na Villa Hvidore que ela e a irmã Alexandra tinham construído na costa norte de Copenhaga. Em outubro de 1928, Maria Feodorovna ficou gravemente doente. Durante esta altura ambas as suas filhas estavam sempre ao seu lado, junto à cama. No dia 13 de outubro, a antiga czarina morreu. Um jornal dinamarquês escreveu que, a Dinamarca está de luto pela sua sábia e corajosa filha.
Depois da morte da sua mãe, a venda de Hvidore e das joias de Maria Feodorovna trouxe algum dinheiro. Pouco depois, Xenia recebeu uma carta de Gleb Botkin, filho do médico da família do seu irmão, acusando-a de estar a tentar roubar aquilo que pertencia à sua sobrinha Anastasia. O seu marido não escondeu os sentimentos que tinha em relação à Botkin numa carta a Xenia:
| “ | Obrigado pela tua carta (…) Também pela malvadez do Botkin, que feitio! Estou envergonhado pelo povo russo, Vou procurar conselhos junto de um advogado americano, mas na minha opinião é melhor não fazer nada e esperar pelo ataque deles. | ” |

No dia 26 de fevereiro de 1933, seu marido Sandro morreu. Em 1º de março ele foi sepultado em Roquebrune-Cap-Martin, no sul de França, e tanto ela como os seus filhos estiveram presentes na cerimônia.
Em 1934, a Frogmore Cottage tornara-se demasiado pequena para Xenia e a família, o que levou o rei a adicionar uma nova ala à casa. Em março de 1937, Xenia mudou-se para a Wilderness House nos jardins do Palácio de Hampton Court. Xenia continuou a viver lá até à sua morte no dia 20 de abril de 1960, aos 85 anos. Ela foi sepultada no Cemitério de Roquebrune-Cap-Martin, nos Alpes Marítimos, Provença-Alpes-Costa Azul, na França.
Apesar das dificuldades por que passava na altura, Xenia deixou uma pequena quantia de dinheiro para cada um dos seus filhos.